# Эредия, Олаф
Карлос Олаф Эредия Ороско (исп. Carlos Olaf Heredia Orozco; родился 19 октября 1957 года в Апатсингане, Мексика) — мексиканский футболист, вратарь. Известен по выступлениям за УНАМ Пумас, «Атлетико Морелию» и сборную Мексики. Участник чемпионата мира 1986 года.

## Клубная карьера
Олаф воспитанник клуба УНАМ Пумас. В 1978 году он дебютировал за основной состав в мексиканской Примере. Он очень быстро выиграл конкуренцию за место основного голкипера и почти бессменно отыграл шесть сезонов за «пум». В 1980 году Эредия стал обладателем Кубка чемпионов КОНКАКАФ и Межамериканского кубка, а через год стал чемпионом Мексики. В 1982 году Олаф стал двукратным обладателем Кубка чемпионов КОНКАКАФ.
В 1984 году он перешёл в УАНЛ Тигрес. В составе «тигров» Эредия провёл три сезона. В 1987 году Олаф подписал соглашение с «Атлетико Морелией». В составе «персиков» он почти без замен выступал на протяжении трёх сезонов и сыграл более сотни матчей. В 1990 году Эредия заключил соглашение с «Крус Асуль», в котором также выступал три года. Последним клубом Олафа стал «Сантос Лагуна» с которым он во второй раз выиграл Примеру. В 1997 году Эрелия завершил карьеру футболиста.
После ухода из большого футбола он стал тренером вратарей вначале у УАНМ Пумас, а затем в «Гвадалахере».

## Международная карьера
25 октября 1987 года в товарищеском матче против сборной Сальвадора Эредия дебютировал за национальную команду.
В 1986 году Олаф попал в заявку сборной Мексики на участие в домашнем Чемпионате мира. На турнире он был запасным вратарём и на поле не вышел.

## Достижения
Командные
 УНАМ Пумас
- Чемпионат Мексики по футболу — 1981
- Обладатель Кубка чемпионов КОНКАКАФ — 1980
- Обладатель Кубка чемпионов КОНКАКАФ — 1982
- Обладатель Межамериканского кубка — 1980

 «Сантос Лагуна»
- Чемпионат Мексики по футболу — Инверно 1996